# Taekwondo-Weltmeisterschaften 2007
Die 18. Taekwondo-Weltmeisterschaft 2007 fand vom 18. bis 22. Mai 2007 in der chinesischen Hauptstadt Peking statt. Austragungsort war das Stadion Changping. Es fanden insgesamt 16 Wettbewerbe in unterschiedlichen Gewichtsklassen statt, jeweils acht für Männer und Frauen.

## Ergebnisse

### Männer
| Gewichtsklasse | Gold               | Silber              | Bronze            |
| -------------- | ------------------ | ------------------- | ----------------- |
| - 54 kg        | Choi Yeon-ho       | Chutchawal Khawlaor | Aslan Batykulov   |
| - 54 kg        | Choi Yeon-ho       | Chutchawal Khawlaor | Rodolfo Osornio   |
| - 58 kg        | Juan Antonio Ramos | Guillermo Pérez     | Lee Sun-jae       |
| - 58 kg        | Juan Antonio Ramos | Guillermo Pérez     | Tamer Bayoumi     |
| - 62 kg        | Filip Grgić        | Nacha Punthong      | Rafik Zohri       |
| - 62 kg        | Filip Grgić        | Nacha Punthong      | Marcel Ferreira   |
| - 67 kg        | Gessler Viera      | Omid Gholamzadeh    | Song Myeong-seob  |
| - 67 kg        | Gessler Viera      | Omid Gholamzadeh    | Dennis Bekkers    |
| - 72 kg        | Sung Yu-chi        | Nesar Ahmad Bahave  | Tommy Mollet      |
| - 72 kg        | Sung Yu-chi        | Nesar Ahmad Bahave  | Hadi Saei         |
| - 78 kg        | Steven Lopez       | Jang Chang-ha       | Sébastien Michaud |
| - 78 kg        | Steven Lopez       | Jang Chang-ha       | Balázs Tóth       |
| - 84 kg        | Bahri Tanrıkulu    | Tavakkul Bayramov   | Park Min-soo      |
| - 84 kg        | Bahri Tanrıkulu    | Tavakkul Bayramov   | Arman Tschilmanow |
| + 84 kg        | Daba Modibo Keïta  | Morteza Rostami     | Nam Yun-bae       |
| + 84 kg        | Daba Modibo Keïta  | Morteza Rostami     | Abdelkader Zrouri |

### Frauen
| Gewichtsklasse | Gold             | Silber               | Bronze               |
| -------------- | ---------------- | -------------------- | -------------------- |
| - 47 kg        | Wu Jingyu        | Yaowapa Boorapolchai | Yang Shu-chun        |
| - 47 kg        | Wu Jingyu        | Yaowapa Boorapolchai | Charlotte Craig      |
| - 51 kg        | Brigitte Yagüe   | Ana Zaninović        | Nazgul Tazhigulova   |
| - 51 kg        | Brigitte Yagüe   | Ana Zaninović        | Yajaira Peguero      |
| - 55 kg        | Jung Jin-hee     | Tseng Yi-hsuan       | Yaimara Rosario      |
| - 55 kg        | Jung Jin-hee     | Tseng Yi-hsuan       | Andrea Rica          |
| - 59 kg        | Lee Sung-hye     | Hamide Bıkçın Tosun  | Watcharaporn Dongnoi |
| - 59 kg        | Lee Sung-hye     | Hamide Bıkçın Tosun  | Diana Lopez          |
| - 63 kg        | Karine Sergerie  | Park Hye-mi          | Mona Solheim         |
| - 63 kg        | Karine Sergerie  | Park Hye-mi          | Nia Abdallah         |
| - 67 kg        | Hwang Kyung-seon | Gwladys Épangue      | Helena Fromm         |
| - 67 kg        | Hwang Kyung-seon | Gwladys Épangue      | Sandra Šarić         |
| - 72 kg        | María Espinoza   | Lee In-jong          | Natália Falavigna    |
| - 72 kg        | María Espinoza   | Lee In-jong          | Luo Wei              |
| + 72 kg        | Chen Zhong       | Han Jin-sun          | Tsui Fang-hsuan      |
| + 72 kg        | Chen Zhong       | Han Jin-sun          | Daniela Castrignano  |

## Medaillenspiegel
| Platz | Land                    | Gold | Silber | Bronze | Gesamt |
| ----- | ----------------------- | ---- | ------ | ------ | ------ |
| 1     | Südkorea                | 4    | 4      | 4      | 12     |
| 2     | Spanien                 | 2    | -      | 1      | 3      |
|       | Volksrepublik China     | 2    | -      | 1      | 3      |
| 4     | Chinesisch Taipeh       | 1    | 1      | 2      | 4      |
| 5     | Kroatien                | 1    | 1      | 1      | 3      |
|       | Mexiko                  | 1    | 1      | 1      | 3      |
| 7     | Türkei                  | 1    | 1      | -      | 2      |
| 8     | Vereinigte Staaten      | 1    | -      | 3      | 4      |
| 9     | Kanada                  | 1    | -      | 1      | 2      |
|       | Kuba                    | 1    | -      | 1      | 2      |
| 11    | Mali                    | 1    | -      | -      | 1      |
| 12    | Thailand                | -    | 3      | 1      | 4      |
| 13    | Iran                    | -    | 2      | 1      | 3      |
| 14    | Afghanistan             | -    | 1      | -      | 1      |
|       | Aserbaidschan           | -    | 1      | -      | 1      |
|       | Frankreich              | -    | 1      | -      | 1      |
| 17    | Kasachstan              | -    | -      | 3      | 3      |
|       | Niederlande             | -    | -      | 3      | 3      |
| 19    | Brasilien               | -    | -      | 2      | 2      |
| 20    | Dominikanische Republik | -    | -      | 1      | 1      |
|       | Ägypten                 | -    | -      | 1      | 1      |
|       | Deutschland             | -    | -      | 1      | 1      |
|       | Ungarn                  | -    | -      | 1      | 1      |
|       | Italien                 | -    | -      | 1      | 1      |
|       | Marokko                 | -    | -      | 1      | 1      |
|       | Norwegen                | -    | -      | 1      | 1      |

## Quelle
- Ergebnisseite der WTF (englisch) (Abgerufen am 16. November 2010)